# Шотландська професійна футбольна ліга
Шотландська професійна футбольна ліга (ШПФЛ) (шотл. Scots Professional Fitbaa League) — національна футбольна ліга, що об'єднує професійні та напів-професійні футбольні клуби з Шотландії. Ліга була утворена в червні 2013 року шляхом злиття Шотландської прем'єр-ліги (ШПЛ) та Шотландської футбольної ліги (ШФЛ). ШПФЛ керує проведенням першостей чемпіонату, а також відповідає за проведення Кубка шотландської ліги та Кубка виклику.

## Історія

### Передісторія створення
Найдовший період свого існування Шотландська футбольна ліга поділялася на два дивізіони — Перший дивізіон та Другий дивізіон, а клуби переходили з одного дивізіону в інший по закінченні кожного сезону. Однак, в середині 1970-х років така організація перестала задовільняти потреби шотландського футболу і було вирішиено розширити структуру дивізіонів до трьох: Прем'єр-дивізіон (колишній Перший дивізіон), Перший Дивізіон (колишній Другий дивізіон) та новостворенний Другий дивізіон. Ця система почала діяти в сезоні 1975-76 і проіснувала до сезону 1994-95, коли була впроваджена чотирирівнева структура. Нововеденням стало створення Третього дивізіону та обмеження кількості команд в кожному з дивізіонів до 10.
8 вересня 1997 року клубами Прем'єр-дивізіону було прийнято рішення відділитися від Шотландської футбольної ліги і створити Шотландську Прем'єр-лігу, на кшталт англійської прем'єр-ліги, утвореної в 1992 році. Це рішення було продиктоване прагненням топ-клубів Шотландії отримати більше доходів від ігор в чемпіонаті. Після того як ШПЛ була сформована, її клуби перестали ділитися з ШФЛ доходами від виступів в Прем'єр-лізі.

### Злиття ШФЛ та ШПЛ
Незважаючи на зміни умов членства клубів, що не мають зовнішніх фінансових надходжень, клуби нижчих дивізіонів ШФЛ майже не мали прибутків. В свою чергу клуби Першого дивізіону ШФЛ намагалися перерозподілити прибутки від трансляцій з Прем'єр-лігою. Крім того Шотландська футбольна асоціація завжди була зацікавлена у створенні пірамідальної системи дивізіонів. На фоні цього в 2013 році представники ШФЛ та ШПЛ проголосували за злиття цих двох організацій та утворення Шотландської професійної футбольної ліги. При цьому кількість дивізіонів та клубів в них не змінилася. Змін зазнала модель розподілу фінансів за клубами. Починаючи з сезону 2013-14 вищий футбольний дивізіон Шотландії називається Прем'єршип.

## Структура ліги
24 червня 2013 року була представлена структура ШПФЛ:
- Прем'єршип — колишня Прем'єр-ліга;
- Чемпіоншип — колишній Перший дивізіон ШФЛ;
- Перша ліга — колишній Другий дивізіон ШФЛ;
- Друга ліга — колишній Третій дивізіон ШФЛ.

ШПФЛ працює за принципом корпорації і знаходиться у власності 42-х клубів членів ліги. Кожен клуб є акціонером організації і має право голосу в питаннях зміни правил та зміни організаційної структури ліги. Клуби обирають шість представників в раду директорів для нагляду за поточною діяльністю ліги. Рада директорів у свою чергу призначає виконавчого голову. Першим головою ради директорів став Ніл Донкастер в липні 2013-го.